# Tricrania stansburyi
Tricrania stansburyi is een keversoort uit de familie van oliekevers (Meloidae). De wetenschappelijke naam van de soort is voor het eerst geldig gepubliceerd in 1852 door Haldeman.